# Oznake za vzdrževanje tekstila
Oznake za vzdrževanje tekstila so piktogrami, ki predstavljajo priporočene načine vzdrževanja oblačil, npr. pranje, sušenje, suho čiščenje, beljenje ali likanje. Ti grafični simboli so označeni na etiketah, s katerimi so opremljena oblačila in dajejo napotke, kako naj bi bilo določeno oblačilo najbolje očiščeno. V svetovnem obsegu obstajajo različni standardi oznak, ki so lahko dopolnjeni tudi z besedilom. Izbor simbolnih oznak za vzdrževanje posameznega oblačila predlaga izdelovalec oblačila kot »maksimalni priporočeni postopek«, kar pomeni, da so blažje oblike čiščenja in nižje temperature pranja vedno dovoljene.

### Pranje
- Normalno pranje
- Pranje 30 °C (poseben program za občutljivo perilo)
- Pranje 30 °C (poseben program za zelo občutljivo perilo / volna)
- Ročno pranje
- Prepovedano pranje

</gallery>

### Beljenje
- Dovoljeno beljenje s klorom in belilom na osnovi kisika
- Dovoljeno le beljenje na osnovi kisika, beljenje s klorom ni dovoljeno
- Beljenje s klorom dovoljeno
- Beljenje ni dovoljeno
- Beljenje ni dovoljeno (star znak, ki ni v uporabi)

### Likanje
- Dovoljeno likanje
- Likanje z nizko temperaturo (do 110 °C) / ne likajte prevroče, pazite pri likanju s paro
- Zmerno vroče likanje (do 150 °C - pike označujejo stopnjo sušenja pri reguliranih likalnikih)
- Vroče likanje (do 200 °C)
- Likanje ni dovoljeno

### Kemično čiščenje
- Kemično (profesionalno) čiščenje
- Čiščenje z ogljikovodikom - razredčilo (KWL)
- Blago čiščenje z ogljikovodikom - razredčilo
- Zelo blago čiščenje z ogljikovodikom - razredčilo
- Čiščenje s perkloretenom, monofluor-triklormetanom, trifluor-trikloretanom, specialnimi bencini, ki običajno destilirajo med 150 in 210 °C
- Blago čiščenje z istimi kemičnimi sredstvi
- Zelo blago čiščenje z istimi kemičnimi sredstvi
- Kemično čiščenje prepovedano
- Vse dovoljeno

### Profesionalno mokro čiščenje
- Možno je mokro čiščenje
- Blago profesionalno mokro čiščenje (omejitev mehanske obdelave)
- Zelo blago profesionalno mokro čiščenje (omejitev mehanske obdelave)
- Mokro čiščenje ni dovoljeno

### Sušenje
- Sušenje v bobnastem sušilniku
- Sušenje v bobnastem sušilniku pri nižji temperaturi
- Sušenje v bobnastem sušilniku pri običajni temperaturi
- Prepovedano sušenje v bobnastem sušilniku

### Naravno sušenje
- Sušenje
- Ožeti, obesiti na vrv in sušiti
- Ožeti, položiti na ravno podlago in sušiti
- Ne ožemati, mokro obesiti in sušiti
- Sušiti v senci
- Ožeti, obesiti na vrv in sušiti v senci
- Ožeti, položiti na ravno podlago in sušiti v senci
- Ne ožemati, mokro položiti na ravno podlago in sušiti v senci